# Hangasjärvi (sjö i Finland, Lappland, lat 66,75, long 28,75)
Hangasjärvi är en sjö i Finland. Den ligger i kommunen Salla i landskapet Lappland, i den norra delen av landet, 700 km norr om huvudstaden Helsingfors. Hangasjärvi ligger 263,6 meter över havet. Arean är 34,6 hektar och strandlinjen är 5,75 kilometer lång. Sjön  ingår i Kemi älvs huvudavrinningsområde. 